# Стоян Мълчанков
Стоян Иванов Мълчанков е български революционер, просветен деец, политик и деец на Вътрешната македоно-одринска революционна организация.

## Биография
Мълчанков е роден в 1873, 1875 или 1887 година в неврокопското село Скребатно. Първоначално образование получава в родното си село. В 1898 година завършва с тринадесетия випуск Солунската българска мъжка гимназия. В гимназията става член на ВМОРО. След завършването си, учителства в родното си Неврокопско, като развива и широка революционна дейност. По време на Илинденско-Пребораженското въстание е войвода на чета, която участва в няколко сражения с османските войски – боя при оброчището „Света Троица“, боя при Обидим и боя в местността Харамибунар, заедно с Никола Груйчин, Михаил Чаков и Иван Апостолов.
След въстанието Мълчанков, като околийски войвода, е основна фигура на десницата – опозицията срещу Яне Сандански в Невкоропско. В 1905 година е заловен и осъден на смърт от османските власти, но присъдата му е заменена с доживот и е заточен на остров Родос. Амнистиран в 1908 година след Младотурския преврат, Мълчанков се връща в Неврокоп и учителства. През март 1909 година е сред основателите на околийското учителско дружество „Пробуда“ и е избран в настоятелството му.
В 1909 година при Неврокопската афера е арестуван и заедно със Стоян Филипов и други дейци на десницата в революционното движение, затворен в Ени кауш в Солун, измъчван и осъден на смърт чрез обесване. След застъпничество от страна на солунските консули присъдата му е заменена с доживотен затвор, излежаван в Смирна, Лесбос и Родос. Амнистиран в 1911 година, се установява в България и учителства в Белослатинско.
В Балканската война е войвода на чета №49 на Македоно-одринското опълчение, действаща заедно с чета №48 на Стоян Филипов в Неврокопско и Драмско.
| Чета № 49 на МОО с командир Стоян Мълчанков | Чета № 49 на МОО с командир Стоян Мълчанков | Чета № 49 на МОО с командир Стоян Мълчанков | Чета № 49 на МОО с командир Стоян Мълчанков | Чета № 49 на МОО с командир Стоян Мълчанков | Чета № 49 на МОО с командир Стоян Мълчанков |
| Номер                                       | Име                                         | Години                                      | Околия                                      | Селище                                      | Бележка                                     |
| ------------------------------------------- | ------------------------------------------- | ------------------------------------------- | ------------------------------------------- | ------------------------------------------- | ------------------------------------------- |
|                                             | Ангел Атанасов Велчев                       | 44                                          | Неврокопско                                 | Осиково                                     |                                             |
|                                             | Ангел Ив. Бебечев (Бебешов)                 | 21 (22)                                     | Неврокопско                                 | Фотовища                                    | кръст „За храброст“ ІV                      |
|                                             | Ангел Тозев                                 | 28                                          | Неврокопско                                 | Бутим                                       |                                             |
|                                             | Ангел Янчев                                 | 20                                          | Неврокопско                                 | Бутим                                       |                                             |
|                                             | Апостол Костадинов                          | 22                                          | Неврокопско                                 | Неврокоп                                    |                                             |
|                                             | Атанас Васиков                              | 25                                          | Неврокопско                                 | Бутим                                       |                                             |
|                                             | Атанас Харизанов                            | 32                                          | Неврокопско                                 | Сатовча                                     |                                             |
|                                             | Божил Алексов Божков                        | 28                                          | Неврокопско                                 | Бутим                                       |                                             |
|                                             | Вангел Иванов Пандов                        | 26                                          | Неврокопско                                 | Фотовища                                    |                                             |
|                                             | Велик Ангелов                               | 25                                          | Неврокопско                                 | Неврокоп                                    |                                             |
|                                             | Георги Аврионов                             | 26                                          | Неврокопско                                 | Неврокоп                                    |                                             |
|                                             | Георги Алачев (Алачов)                      | 35 (36)                                     | Неврокопско                                 | Парил                                       |                                             |
|                                             | Георги Ангелов                              | 28                                          | Неврокопско                                 | Бутим                                       |                                             |
|                                             | Георги Ангелов                              | 23 (26)                                     | Неврокопско                                 | Либяхово                                    |                                             |
|                                             | Георги Ангелов                              | 30 (31)                                     | Неврокопско                                 | Старчища                                    |                                             |
|                                             | Георги Бебечев (Бебечов)                    | 30                                          | Неврокопско                                 | Фотовища                                    |                                             |
|                                             | Георги Бумбаров                             | 24                                          | Неврокопско                                 | Фотовища                                    |                                             |
|                                             | Георги Бушбаров                             | 24                                          | Неврокопско                                 | Фотовища                                    |                                             |
|                                             | Георги Григоров                             | 20                                          | Неврокопско                                 | Фотовища                                    |                                             |
|                                             | Георги Дим. Бебечов                         | 42                                          | Неврокопско                                 | Фотовища                                    |                                             |
|                                             | Георги (Георге) Ив. Бебечев (Бебечов)       | 24 (25)                                     | Неврокопско                                 | Фотовища                                    | кръст „За храброст“ ІV                      |
|                                             | Георги Ив. Магдалинин                       | 20                                          | Неврокопско                                 | Фотовища                                    |                                             |
|                                             | Георги Лещенли                              | 28                                          | Неврокопско                                 | Фотовища                                    |                                             |
|                                             | Георги Тетимов                              | 28                                          | Неврокопско                                 | Ковачевица                                  |                                             |
|                                             | Димитър Ангелов Стайков                     | 22 (26)                                     | Неврокопско                                 | Фотовища                                    |                                             |
|                                             | Димитър Г. Шопов                            | 28                                          | Неврокопско                                 | Бутим                                       |                                             |
|                                             | Димитър Гюрганчев                           | 32                                          | Неврокопско                                 | Фотовища                                    |                                             |
|                                             | Димитър Николов                             | 26                                          | Неврокопско                                 | Фотовища                                    |                                             |
|                                             | Димитър Спасов Толев (Талев, Тонев)         | 32                                          | Неврокопско                                 | Бутим                                       |                                             |
|                                             | Иван Лазаров                                | 30                                          | Неврокопско                                 | Фотовища                                    |                                             |
|                                             | Илия Алдев                                  | 30                                          | Неврокопско                                 | Ковачевица                                  |                                             |
|                                             | Илия Ангелов                                | 26                                          | Мелнишко                                    | Лески                                       |                                             |
|                                             | Илия Бумбаров (Бомбаров)                    | 19                                          | Неврокопско                                 | Фотовища                                    | бронзов медал                               |
|                                             | Коста Ив. Бабаджанов (Бабаджянов)           | 45                                          | Неврокопско                                 | Лещен                                       |                                             |
|                                             | Константин Ангелов                          | 18                                          | Велешко                                     | Црешнево                                    |                                             |
|                                             | Костадин Аврамов                            | 23 (24)                                     | Неврокопско                                 | Лещен                                       |                                             |
|                                             | Костадин Алексиев                           | 20                                          | Неврокопско                                 | Фотовища                                    |                                             |
|                                             | Костадин Караянев                           | 22                                          | Неврокопско                                 | Фотовища                                    | бронзов медал                               |
|                                             | Кръстьо Георгиев Попов                      | 26                                          | Неврокопско                                 | Бутим                                       |                                             |
|                                             | Манол Георгиев                              | 19 (26)                                     | Неврокопско                                 | Фотовища                                    |                                             |
|                                             | Никола Гайдаджиев                           | 20                                          | Неврокопско                                 | Скребатно                                   |                                             |
|                                             | Никола Константинов Котенов (Кутинов)       | 33                                          | Неврокопско                                 | Бутим                                       |                                             |
|                                             | Никола Кърджов                              | 29                                          | Неврокопско                                 | Баничан                                     |                                             |
|                                             | Никола Петров                               | 28                                          | Неврокопско                                 | Баничан                                     |                                             |
|                                             | Симеон Апостолов                            |                                             | Неврокопско                                 | Лещен                                       |                                             |
|                                             | Стоил (Стойко) Баятев                       | 22                                          | Неврокопско                                 | Ковачевица                                  |                                             |
|                                             | Стоимен Ангелов                             | 36                                          | Неврокопско                                 | Осиково                                     |                                             |
|                                             | Стоян Тодоров                               | 27                                          | Неврокопско                                 | Фотовища                                    | кръст „За храброст“                         |
|                                             | Тодор Андреев                               | 25                                          | Неврокопско                                 | Лещен                                       |                                             |
|                                             | Тодор Стевасторов                           | 24                                          | Неврокопско                                 | Фотовища                                    |                                             |
|                                             | Христо Ангелов                              | 28                                          | Неврокопско                                 | Ливадища                                    |                                             |

Неговата чета първа влиза в Неврокоп и освобождава задържаните в казармите на града българи. Стоян Мълчанков става околийски началник в Неврокоп, но скоро с 480 доброволци заминава за тракийския фронт, за да участва в Обсадата на Одрин. На 3 март 1913 година оглавява формираната в същия ден Нестроева рота на 13 кукушка дружина. През Междусъюзническата война е командир на рота и се сражава при Страцин.
В 1919 година е избран за депутат от Народната партия в XVIII и XIX обикновено народно събрание. Мълчанков предлага построяването на теснолинейката Сарамбей (Септември) – Неврокоп (Гоце Делчев), построена само до Добринище, за развитие на бедната Неврокопска околия, която влиза в пределите на Царство България след войните. В обширна статия от 2 февруари 1920 г. във в. Мир, орган на Народната партия, Стоян Мълчанков излага подробно тежкото състояние на Неврокопската околия и липсата на железопътна инфраструктура и съобщения, което пречи на търговията и ефективното използване на природните ресурси в района, като девствените иглолистни гори по западните склонове на Родопите и по източните склонове на Пирина, каменни въглища и др. Той прави следните предложения: "Прочие, след всичко гореизложено на министерския съвет (resp. на г. министъра Турлаков) предстои да направи следующето, за да се съживи Неврокопската околия и да почувства, че и тя е част от Майка България: 1. да се отпуснат необходимите държавни средства за рационална поправка на шосетата, и мостовете им, които свързват гр. Неврокоп с гарите Симитли и Саранбей, по които да могат да се движат камиони и автомобили; 2. да се назначи способен инженер със седалище Неврокоп; 3. да се прокара през Народното събрание още през тая му сесия закон за свързване града Неврокоп с гара Симитли или гара Саранбей с дековилка (теснолинейка) 75 сантиметрова, която и в единия и в другия случай ще мине през градовете Банско и Мехомия, ще мине значи през живописната Разложка котловина (околия), извънредно богата също с борови гори. Линията ще мине все по течението на р. Места без никакъв тунел и при извънредно малък наклон. 4. Да се предвидят дневни пари от 10 до 20 лв. на чиновниците и служащите, особено на тия от стара България в Струмишкия окръг (resp. в Неврокопската околия), за да се привлекат по тоя начин достатъчно и способни чиновници от стара България, както за съда така и за другите държавни учреждения. Никъде в царството чиновниците на живеят така оскъдно, както в Неврокоп. Господин министъра Турлаков, който в предвечерието на законодателните избори посети града Неврокоп, е видял и вярваме, се е убедил в действителността на всичко гореизказано. Будните хора в Неврокоп възлагат големи надежди."
С негово съдействие, използвайки приятелството си с министър-председателя Александър Стамболийски и други видни политически и културни дейци, е приет специален закон на три четения в Народното събрание за построяването на теснолинейката още през май 1920 г. т.нар. Закон за построяване на теснопътната железница Саранбей-Лъжене до Неврокоп с клонове за село Ели дере – Татар Пазаржик, за село Батак и за държавна гора „Чехльово“.
Мълчанков е убит на 22 април 1920 година по нареждане на Тодор Паница на път от Неврокоп за Разложко в местността Буковска лъка в Момина клисура, няколко дни преди приемане на закона за теснолинейката.
Погребан е в София.
Македонското благотворително братство в Дълги герен (днес Беловица) е кръстено на негово име.
Деецът на ВМОРО Лазар Томов пише за него:
| „ | Никога не падаше въ униние, въ отчаяние, но всѣкога намираше запасъ отъ енергия да продължи и работи за народа си. Твърдъ като гранитъ, силенъ като хала, той не отстѫпваше отъ предначертания си планъ. Нищо не бѣ в сила да повали несъкрушимия му духъ. | “ |

Синът му Иван Мълчанков (1899 – 1954) е секретар на четата на войводата Илия Попиванов. Участва в Първата световна война като подпоручк в 39-и пехотен полк. Награден е с орден „За храброст“ IV степен. След Деветосептемврийския преврат лежи в затвори. Другият му син Кирил деец на ВМРО, учител по история в Огняновската прогимназия, е убит от комунистическата власт на 5 октомври 1944 година без присъда в Лушин. Третият му син Александър също е преследван от комунистическата власт. Брат му Костадин Мълчанков – Жарата (1887 – 1971) е участник в Балканските войни като доброволец в Македоно-одринското опълчение. Арестуван e от комунистическата власт след като е искал да почерпи приятелите си след смъртта на Георги Димитров „за радостната новина“ и е заточен в Белене, откъдето по-късно бяга в САЩ, където умира.
В книгата си „Забравените дейци на ВМРО“, Бистра Риндова за първи път подробно изследва живота и делото на Стоян Мълчанков и цитира думите на дъщеря му Люба Ст. Мълчанкова-Бандева: „Баща ми обичаше да си приказва: Най-лесно е да убиеш неприятеля - пет лева е едно куршумче, колко му е. Това не удовлетворява човека. Ще се бориш умствено за него, да му докажеш, че си повече от него. Това е борбата.“
Историкът и заместник-областен управител на Софийска област Николай Борисов, заедно с журналиста Ивайло Шопски, създател на „Пътуващо читалище“ подготвят документален филм „Премълчаното за войводата Мълчанков“ по случай 100-годишнината от убийството на Стоян Мълчанков. По този повод е създадена и песен за големия войвода „Илинден – Великден“ в изпълнение на Бисера, Лидия и оркестър „Шевица“, текст на Ивайло Шопски и аранжимент на Иван Йосифов.